# Mythopoiesis
Mythopoiesis är en serie sagor av Carl Jonas Love Almqvist. Sagorna är infogade i en ramberättelse och helheten ingår i band II av den så kallade imperialoktavupplagan av Törnrosens bok, vilket utkom 1849. De ingående delarna är: ”Amauros Chrysornis eller Guldfågel i Paradis”; ”Rosaura eller Sagan om Behagets Vingar”; ”Arctura”. De två första publicerades redan 1822 i tidskriften Opoetisk calender för poetiskt folk.